# 良源
良源（りょうげん）は、平安時代の天台宗の僧。諡号は慈恵（じえ）。一般には通称の慈恵大師、元三大師（がんざんだいし）の名で知られる。第18代天台座主（天台宗の最高の位）であり、比叡山延暦寺の中興の祖として知られる。また、中世以降は民間において「厄除け大師」など独特の信仰を集め今日に至る。
「定心房（じょうしんぼう）」と呼ばれる漬物を伝授しており、これを沢庵漬けの始祖とする説もある。

## 略歴
良源は延喜12年（912年）、近江国浅井郡虎姫（現・滋賀県長浜市）に、地元の豪族・木津（こづ）氏の子として生まれた。幼名は観音丸といった。また、『饗場家文書』によると父は饗場重頼、母は物部憲興の娘で良源は次男、幼名は日吉丸であるとする。『江州浅井郡三河村慈恵大師縁起』によると母の名は月子女であるという。
延長3年（923年）、12歳の時（15歳ともいう）に比叡山延暦寺に上り仏門に入った。良源は最澄（伝教大師）の直系の弟子ではなく、身分も高くはなかった。しかし、承平7年（937年）に法相宗興福寺の義昭と法論を行って論破したことで注目を浴びるようになった。その後、天慶年間（938年 - 947年）に覚恵の弟子となり藤原忠平の目にとまることとなる。
天暦3年（949年）8月、忠平が亡くなると、良源は当時廃れていた横川に入って忠平の菩提を弔っている。以後、忠平の子師輔と近しい関係となり、外護を受け寄進を受けたりしている。横川は良源によって再興されると良源の拠点とされた。後には自らの住房として定心房（現・四季講堂（元三大師堂））も造られている。そもそも横川は円仁が開いた場所であり、良源は円仁派なので都合も良かったという。また、延暦寺は承平5年（935年）3月の大規模な火災で東塔の根本中堂を初めとする多くの堂塔を失っていたが、こちらの復興も進めらていた。
村上天皇の中宮で師輔の娘でもある安子の安産祈願を行うと、天暦4年（950年）7月には生まれたばかりの憲平親王（冷泉天皇）の東宮護持僧に任じられている。翌天暦5年（951年）には師・覚恵から阿闍梨を譲られている。
天徳2年（958年）8月、師輔の10男・尋禅を将来の良源の後継者とする予定で弟子としている。これによってより師輔との間はより親密となり、以後も藤原氏からは物心ともに厚い帰依を受けている。だが、これによって名家の子が出家して延暦寺で出世していくという比叡山の世俗化を招くこととなった。
しかし、一方では応和元年（961年）12月に尋禅の兄の藤原高光が急に出家したいといい、ついに延暦寺で出家したことについて非難している。これは全く予定になく、良源にとっても尋禅にとっても何の益にもならないことだからだという。また、応和3年（963年）には弟子の増賀が、良源があまりにも功利的、打算的な行動ばかりするのであきれ果て、横川から多武峰に移住してしまうなど離れる弟子も出ている。
康保2年（965年）12月、権律師に任じられ、翌康保3年（966年）8月には天台宗最高の地位である第18代天台座主に任じられた。だが、9月には節目節目に長寿を祝う法要を行っていた最愛の母を81歳で亡くし、10月には延暦寺東塔が根本中堂を残して講堂以下31宇の堂が焼失するという悲運に見舞われた。だが、すぐに復興計画が立てられ、12月には律師に昇進している。この後は藤原氏の後援で焼失した堂塔を再建することになる。
天禄元年（970年）7月16日、寺内の規律を定めた「二十六ヶ条起請」を公布し、僧兵の乱暴を抑えることにも意を配った。ただし、応永16年（1409年）の『山家要記浅略』では、反対に僧兵の創始者とされている。
天禄3年（972年）正月、良源の拠点である横川が独立し、比叡山は東塔、西塔、横川の三地区の体制となる。同年4月にはようやく復興が完了している。翌5月、良源は病にかかってしまい遺言状をしたため、尋禅を師輔との約束の通りに後継者に指名している。ただ、その後体調は回復している。また、同年には根本中堂に置かれている3基の不滅の法燈を統合して1基のみにしている。しかし、後に再び3基に戻されている。
良源は比叡山の伽藍の復興、天台教学の興隆、山内の規律の維持など様々な功績から延暦寺中興の祖として尊ばれている。弟子も多く、中でも『往生要集』の著者・源信（恵心僧都）は著名である。
天延2年（974年）5月7日、興福寺の末寺であった祇園感神院（現・八坂神社）を延暦寺の末寺とし、都での天台宗勢力の強化を行った。
天元2年（979年）4月1日、唐崎で地主三聖祭を行ったが、この時良源は2700人にも及ぶ延暦寺の全ての僧に出席を求めていた。しかし、出席したのは2000人であった。怒った良源は地主三聖祭が終わると欠席した700人の僧籍を剥奪している。天元3年（980年）9月3日には最澄の創建当初は小規模な堂だった根本中堂を壮大な堂として作り直し、比叡山の伽藍の基礎を造った。
天元4年（981年）8月30日、僧綱の最上位である大僧正に昇進する。これは、天平17年（745年）に行基が最初に任じられて以来のことである。また、同日には寛朝が僧正に、尋禅が権僧正に任じられて僧正が3名となった。僧正が3名もいるのは初めてのことである。
同年11月29日、円珍派の余慶（後の第20代天台座主）が法性寺座主に任じられた。しかし、法性寺は創建以来9代続けて円仁派の僧が座主に任じられていたため、この事は大いに円仁派の反発を招いた。これにより、円仁派の主な僧22名が僧160余人を率いて関白藤原頼忠の屋敷を取り囲むという行動に走った。これは、記録に残るうえで比叡山の僧がこうした恣意行動をとった初めての事例である。結局12月13日に余慶は辞任したが円仁派と円珍派の対立は翌年まで続いた。ただ、この間良源は円仁派を抑えることもせず、また頼忠の屋敷を取り囲んだ僧を罰することもしていない。むしろ彼らを陰で扇動していた疑いすらあるという。
永観3年（985年）1月3日、近江国坂本の求法寺（弘法寺）にて没した。墓所は比叡山横川にある定心房の北、華芳ヶ尾に造られ御廟（みみょう）と呼ばれた。それによって良源は「御廟（みみょう）の僧正」とも称された。2月27日には遺言通りに尋禅が第19代天台座主に就任している。なお、同年に弟子の源信は『往生要集』を完成させている。
良源は「仏道修行の徒は無為に日を送ってはならない」「公の法会や仏事において名誉を求めるな」などと自らの言動と一致しないことをいっていたが、自らの行いは仏法を広めるためであるとしていた。
寛和3年（987年）2月16日、尋禅の申請により一条天皇から「慈恵」の諡号が贈られている。しかし、本来の諡号の文字はどうやら「慈恵」ではなく「慈慧」であったようである。
朝廷から贈られた正式の諡号は「慈恵」であり、大師号は宣下されていないが、長元3年（1030年）に第27代天台座主慶命の嘆徳文で良源を慈慧「大師」と尊称して以来、次第に広まっていく。長承3年（1134年）に書き写された写本の『打聞集』には慈恵大師とあり、平安時代末期頃には一般にも大師号付きで「慈慧大師」と呼ばれていた。
この「大師」は私称であるが、こういった「大師」の私称は何も良源だけではなく、それまでにも相応は建立大師、恵亮は大楽大師、光定は別当大師、義真は修禅大師、円澄は寂光大師というように私称の大師号で呼ばれていた。しかし、後年真言宗から慈恵大師の私称について非難されている。

## 元三大師信仰
良源は慈恵大師と呼ばれていたが、命日が正月の3日であることから「元三大師」の通称でも親しまれるようになっていく。
良源の死後、良源は次第に比叡山の護法神のような立ち位置になり、やがては良源を祀ると外敵調伏に効果がある、飢饉や疫病の根絶に力を発するとされていき、「元三大師信仰」は広まっていった。こうして平安時代末期から鎌倉時代にかけては画像や彫像の良源像が数多く作られた。中でも33体等身木像が作られた他、66体像や99体像まで作られるようになった。こうして叡山三塔十六谷どこでも必ず良源の画像か彫像があるほど「元三大師信仰」が広まっていき、それは民間にも広まり応仁の乱が終息した頃に一つの頂点に達した。
比叡山横川にあった良源の住房・定心房は四季講堂（春夏秋冬に法華経の講義を行ったことからこの名がある）と名を改め、良源像を祀ることから「元三大師堂」とも呼ばれている。全国あちこちの社寺に見られる「おみくじ」の創始者は良源で、四季講堂はその発祥地であるとされている。

### 角大師・豆大師

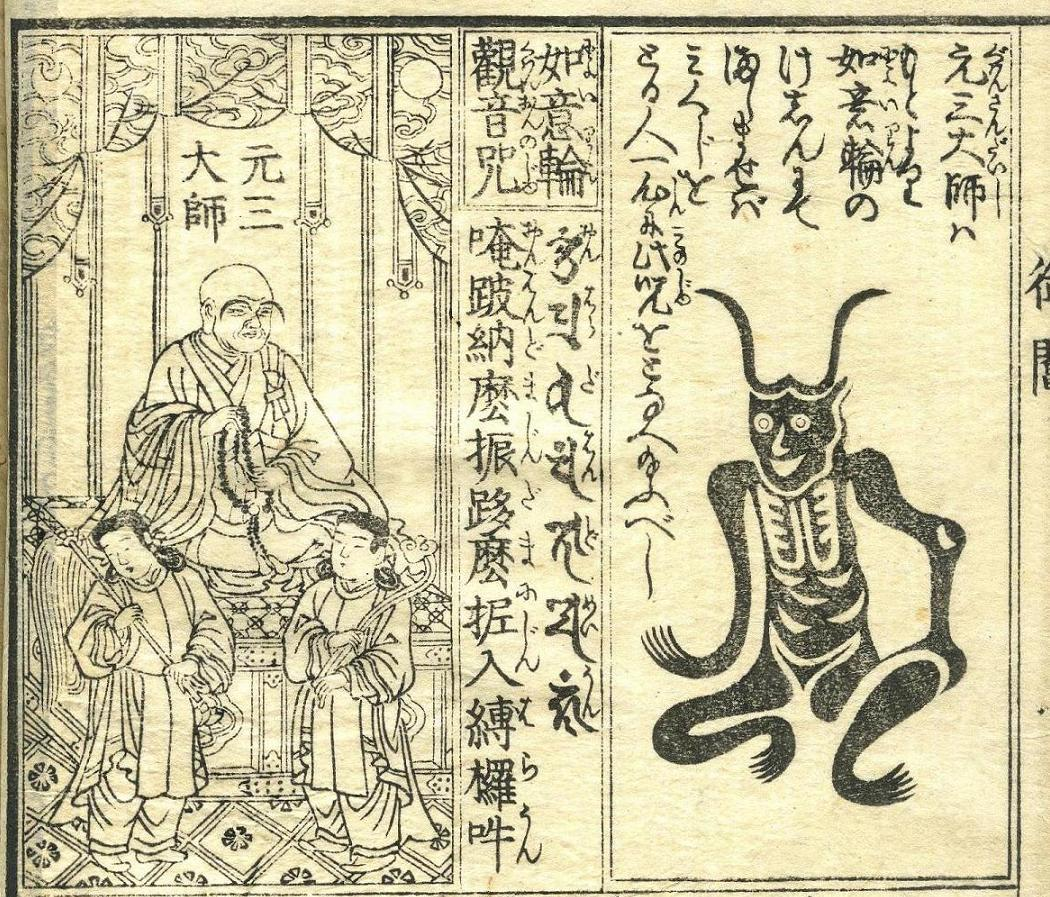
元三大師と角大師（『天明改正 元三大師御鬮繪抄』1785年仙鶴堂発行より）

元三大師良源を象った護符には「角（つの）大師」「豆大師」「厄除け大師」など様々な様式があり、いずれも魔除けの護符として現代に至るも広い信仰を集めている。2024年（令和6年）現在でも、天台宗の有名な寺院ではだいだいにおいて角大師の護符が販売されている。
角大師
角大師と呼ばれる図像には、2本の角を持ち骨と皮とに痩せさらばえた夜叉の像を表したものと、眉毛が角のように伸びたものの2つのタイプがある。『元三大師縁起』などの伝説によると、良源が夜叉の姿に化して疫病神を追い払った時の像であるという。角大師の像は魔除けの護符として毎年正月に売り出され、比叡山の麓の坂本や京都の民家で貼られた。
豆大師
紙に33体の豆粒のような大師像を表した絵である。良源は観音の化身ともいわれており、観音はあらゆる衆生を救うために33の姿に化身するという「法華経」の説に基づいて33体の大師像を表したものである。『元三大師御鬮諸鈔』によれば、この像は正確には「魔滅（まめ）大師」といい、豆粒のように小さいから豆大師と名付けられたという話は正しくないという。

## 慈恵大師像
「慈恵大師像」と呼ばれる良源の肖像彫刻や画像は鎌倉時代頃の作品が比叡山内の多くの堂や寺院に所在する他、天台系の寺院に多く伝えられる。特に中世に遡る木造の作例が35体も知られており、重要文化財に指定されている像も11体を数え、これは高僧彫刻の中では最も多い。これらの像はいずれも礼拝像として定型化した表現を示しており、やや吊り目で厳しい表情で手には数珠と独鈷杵（とっこしょ、仏具の一種）を持つのが特色で、不動明王のイメージが重ねられているからだとも考えられている。

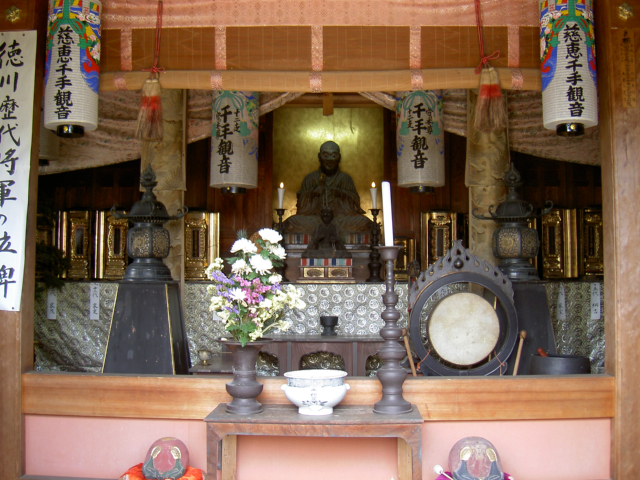
慈恵大師坐像（真福寺蔵・重要文化財）

### 慈恵大師（良源）像の古例
- 滋賀県大津市・延暦寺（本覚院）像 - 文永2年（1265年）重要文化財。33体等身木像のうちの一つ[41]。
- 滋賀県大津市・求法寺像 - 文永4年（1267年）重要文化財。
- 京都府京都市・曼殊院像 - 文永5年（1268年）重要文化財。33体等身木像のうちの一つ[41]。
- 愛知県岡崎市・真福寺像 - 文永11年（1274年）重要文化財。
- 滋賀県大津市・延暦寺（黒谷青龍寺）像 - 弘安9年（1286年）重要文化財。
- 滋賀県愛荘町・金剛輪寺像 - 弘安9年（1286年）重要文化財、東京・国立博物館に寄託。
- 滋賀県愛荘町・金剛輪寺像 - 正応元年（1288年）重要文化財。66体像のうちの一つ[41]。
- 三重県四日市市・観音寺像 - 観応2年（1351年）重要文化財。
- 滋賀県長浜市・玉泉寺像 - 年代不明（鎌倉時代）重要文化財。

## 平清盛への化身
『平家物語』巻六の六 慈心坊の事 には、閻魔羅宮に読経僧として参勤した清澄寺の尊恵の体験が書かれている。尊恵は閻魔王より「慈恵大師は、天台仏法の擁護者として平清盛に化身し日本国に出現した」と聞かされる。『平家物語』の筆者はこの伝説について「（平清盛たる慈恵大師は）悪業も善根も共に功を積み、世の為人の為に自他の利益をなすと見えたり」として評価している。

## 良源の呼び方
良源の呼び名は、慈恵大師・慈慧大師・元三大師・角大師・豆大師・魔滅大師・降魔大師・御廟（みみょう）大師・木葉（もくよう）大師・本朝大師など実に様々な呼び方が知られている。

## 慈恵大師を祀るおもな寺院
- 群馬県前橋市 - 龍蔵寺（青柳大師） 大祭：1月3日
- 群馬県高崎市 - 天龍護国寺（元三大師） 大祭：1月3日
- 栃木県足利市 - 寺岡山元三大師（寺岡山厄除け大師） 大祭：1月3日
- 栃木県佐野市 - 惣宗寺（佐野厄除け大師） 大祭：2月11日
- 茨城県常総市 - 安楽寺（元三大師）
- 東京都昭島市 - 本覚院（拝島大師）
- 東京都調布市 - 深大寺 大祭：3月3日
- 東京都台東区 - 輪王殿両大師堂（両大師）
- 東京都墨田区 - 木母寺
- 埼玉県川越市 - 喜多院（川越大師）
- 埼玉県児玉郡神川町 - 大光普照寺（金鑚元三大師）
- 滋賀県大津市 - 求法寺
- 京都府京都市 - 廬山寺（廬山天台講寺）
- 大阪府大阪市 - 四天王寺
- 三重県四日市市 - 観音寺（垂坂元三大師）